# Balakiyem Takougnadi
Gedeon Balakiyem Takougnadi (* 16. November 1992 in Lomé, Togo) ist ein österreichischer Fußballspieler.

## Karriere

### Verein
Takougnadi spielte in der Jugend bis 2009 beim SC Team Wiener Linien, danach wechselte er zum FK Austria Wien, wo er zunächst in der Jugendmannschaft und darauf in der AKA U-19 tätig war. Im Alter von 17 Jahren wurde er unter Trainer Karl Daxbacher in das Training der Kampfmannschaft aufgenommen und kam in zwei Freundschaftsspielen zum Einsatz.
Als Profi spielte er zuerst bei der zweiten Mannschaft der Austria, bis er schließlich 2012 zum LASK Linz nach Oberösterreich in die drittklassige Regionalliga Mitte ging. Dort schaffte er mit seinem Team nach einem gescheiterten Versuch 2013 den Aufstieg 2014 durch die Relegation gegen den SC-ESV Parndorf 1919 in die Erste Liga. Vor Beginn der Saison 2015/16 wechselte er zum SC Wiener Neustadt.
Zur Saison 2016/17 wechselte er zum Aufsteiger SV Horn, wo er einen bis Juni 2018 gültigen Vertrag erhielt.
Nach dem Abstieg in die Regionalliga wechselte er zur Saison 2017/18 zum Zweitligisten SV Ried, bei dem er einen bis Juni 2019 gültigen Vertrag erhielt. Mit Ried stieg er 2020 in die Bundesliga auf. In vier Spielzeiten in Ried kam er zu 59 Bundes- und Zweitligaeinsätzen. Nach der Saison 2020/21 verließ er den Verein.
Nach einem halben Jahr ohne Klub kehrte Takougnadi im Jänner 2022 zum Regionalligisten Wiener Neustadt zurück. Für die Niederösterreicher kam er zu zwei Einsätzen in der Ostliga. Zur Saison 2022/23 schloss er sich dem Ligakonkurrenten TWL Elektra an. Beim TWL hatte er mit einer Schambeinentzündung zu kämpfen, weshalb er nur 2 Spiele für die Reserve absolvierte. Daraufhin zog er im Februar 2023 weiter zum viertklassigen ASK Kottingbrunn. Nach einer Spielzeit in Kottingbrunn wechselte er zur Saison 2024/25 zum Casino Baden AC.

### Nationalmannschaft
Takougnadi absolvierte zwei Spiele für die österreichische U-19-Nationalmannschaft.